# Giuseppe Luigi Assemani
Giuseppe Luigi Assemani (Trípoli, Líbano, 1710-Roma, 9 de febrero de 1782) fue un presbítero, teólogo, orientalista y erudito libanés naturalizado italiano.

## Biografía
Nacido en una familia cristiana maronita del Monte Líbano de la salieron varios orientalistas ilustres y eclesiásticos. Gracias seguramente a la influencia de Giuseppe Simone Assemani, de quien Giuseppe Luigi era sobrino (hijo de un hermano), fue nombrado intérprete en el Sagrado Palacio Apostólico nada más terminar sus estudios en el Pontificio Colegio maronita de Roma y ser ordenado sacerdote.
Giuseppe Luigi Assemani dedicó su vida al estudio, interesándose sobre todo por cuestiones de liturgia y del derecho canónico de toda la Iglesia católica, no solo de las Iglesias orientales. En 1737 fue nombrado profesor de Lengua siríaca y en 1749 de Liturgias orientales en la Universidad de la Sapienza de Roma y en la Pontificia Universidad Urbaniana. Su principal obra es el Codex liturgicus Ecclesiae universae: de los 15 libros en que debía consistir, solo completó cuatro (Catecumenado, Bautismo, Confirmación y Eucaristía).

## Obras

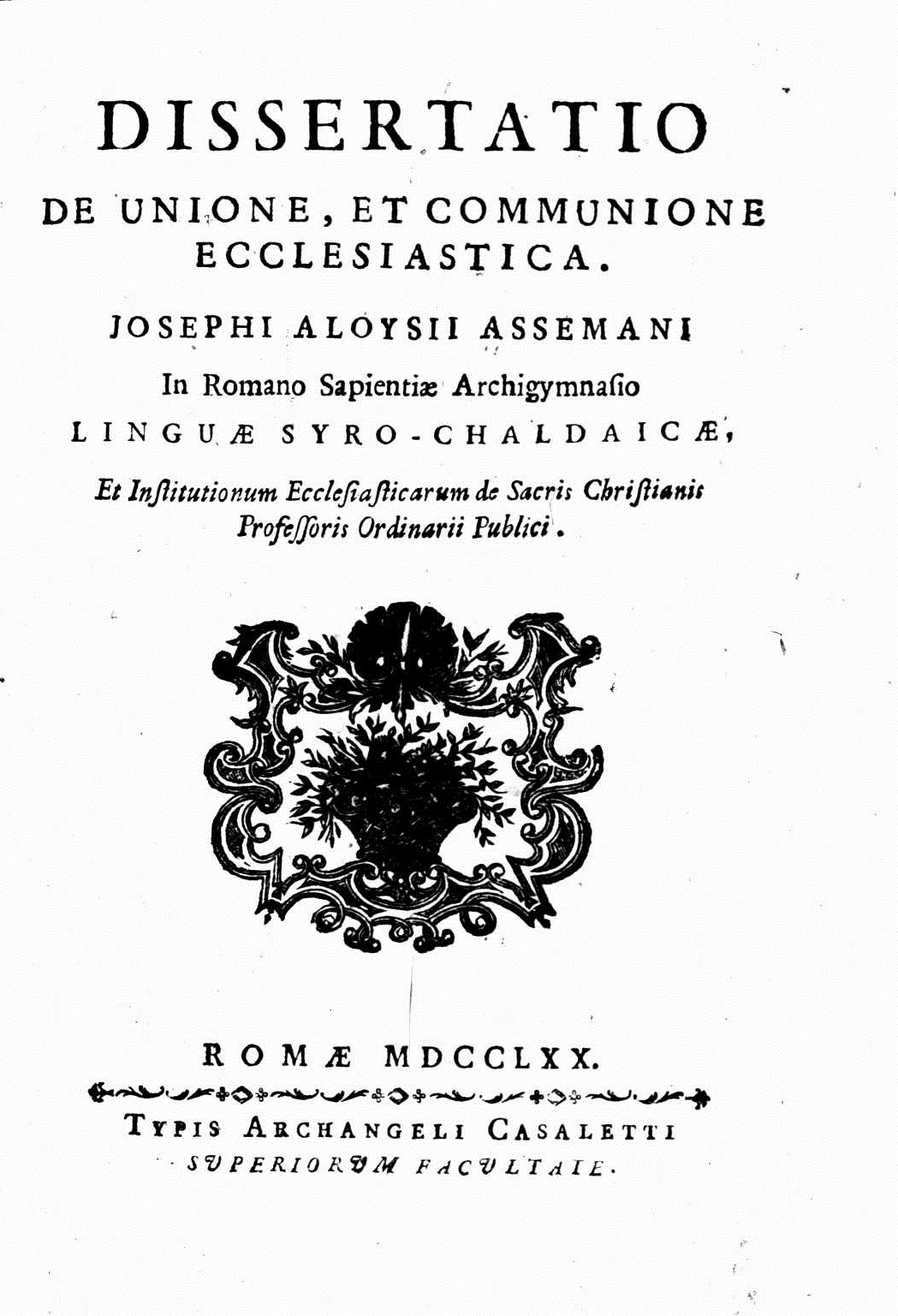
Dissertatio de unione, et communione ecclesiastica, 1770

- Codex liturgicus Ecclesiae universae in XV libros distributus in quo continentur libri rituales, missales, pontificales, officia, dypticha etc. Ecclesiarum Occidentis, et Orientis. Sub auspiciis Benedicti XIV. Nunc primum prodit. Joseph Aloysius Assemanus. Romae : ex Typographia Komarek, apud Angelum Rotilium Linguarum Orientalium Typographum, 1749-1763

1. De baptismo.
2. De confirmatione.
3. Missale Romanum Vetus.
4. Missale Hierosolymitanum.
5. Sacramentarium Veronese, vulgo Leonianum.
6. Missale Alexandrinum.
7. De ordine.
8. Syrorum Maronitarum ordinationes.
9. Syrorum Maronitarum sacrae & majores ordinationes.
10. Johannis Morini sacrae Graecorum ordinationes. (Parte I)
11. Johannis Morini sacrae Graecorum ordinationes. (Parte II)
12. Syrorum Chaldaeorum, Nestoreanorum et Malabarum ordinationes.

- Commentarius theologico-canonico-criticus de ecclesiis earum reverentia, et asylo atque concordia sacerdotii, et imperii (en latín). Roma: Venanzio Monaldini & Francesco Bizzarrini Komarek. 1766.
- De Catholicis seu patriarchis Chaldaeorum et Nestorianum commentarius historico-chronologicus auctore Josepho Aloysio Assemano, in Collegio Urbano De Propaganda Fide Linguarum Orientalium Professore. Romae : sumptibus Venantii Monaldini bibliopolae in via Cursus : apud Benedictum Francesium, 1775
- De synodo dioecesana dissertatio Josephi Aloysii Assemani in romano archigymnasio, professoris ordinarii publici. Romae : excudebant Benedictus Franzesi, 1776
- Dissertatio de unione, et communione ecclesiastica. Josephi Aloysii Assemani in Romano Sapientiae Archigymnasio linguae syro-chaldaicae, et institutionum ecclesiasticarum de sacris christianis professoris ordinarii publici (en latín). Roma: Arcangelo Casaletti. 1770.

## Voces relacionadas
- Giuseppe Simone Assemani
- Stefano Evodio Assemani
- Simone Assemani

## Otros proyectos
- Wikisource contiene una página dedicada a Giuseppe Luigi Assemani
- Wikimedia Commons contiene imágenes u otros archivos sobre Giuseppe Luigi Assemani